# 31192 Aigoual
Aigoual (asteróide 31192) é um asteróide da cintura principal, a 2,2351507 UA. Possui uma excentricidade de 0,1876688 e um período orbital de 1 667,08 dias (4,57 anos).
Aigoual tem uma velocidade orbital média de 17,95584675 km/s e uma inclinação de 3,4534º.